# Fender Jazzmaster
Die Jazzmaster ist eine E-Gitarre, die seit 1958 vom US-amerikanischen Musikinstrumentenbauer Fender hergestellt wird. Ursprünglich als Nachfolger der Stratocaster und Topmodell der Gitarrenlinie geplant, blieb die Jazzmaster hinter den hohen Erwartungen des Firmenchefs und Erfinders Leo Fender zurück. Nach sinkenden Verkaufszahlen und Produktionseinstellung erlebt die Jazzmaster durch ihre Popularität bei Musikern des Grunge- und Alternative Rock seit den 1990er Jahren eine Renaissance.

## Geschichte
In den 1950er Jahren entwickelte sich der Markt für elektrische Gitarren rasend schnell. Die noch junge Firma Fender, die zuvor bereits die Modelle Telecaster und Stratocaster erfolgreich auf den Markt gebracht hatte, entwickelte die Jazzmaster als Topmodell der Gitarrenlinie. Sie wurde der Öffentlichkeit 1958 auf der Musikmesse NAMM-Show (National Association of Music Merchants) in Anaheim (Kalifornien) vorgestellt. Die Jazzmaster war aufwändig konstruiert und zielte mit ihrem warmen Klang und ihrem Namen auf den Markt der Jazzmusiker, die bis dahin immer noch die Instrumente der Konkurrenzfirma Gibson bevorzugten. Diese hatten im Gegensatz zu Fender ein dunkles Palisander-Griffbrett und größere Tonabnehmer, was von Leo Fender für die Jazzmaster kurzerhand übernommen wurde.
Die Verkaufszahlen blieben trotz massiven Marketings (Fender benutzte die Jazzmaster zeitweise sogar als Logo auf dem offiziellen Briefpapier) hinter den Erwartungen zurück. Angestammte Fender-Spieler bevorzugten die heller klingenden Modelle Telecaster und Stratocaster, Jazzmusiker konnten sich meist schon nicht mit dem modernistischen Design der Jazzmaster anfreunden und blieben bei den traditionellen Archtop- und Les-Paul-Modellen der Firma Gibson. Dagegen entdeckte jedoch die Gruppe der Surf- und Rock-’n’-Roll-Szene die Qualitäten des Instruments für sich.
Nachdem die Verkaufszahlen stetig sanken, kam es 1982 zur kompletten Einstellung der Produktion und die Jazzmaster verschwand aus den Läden. Ende der 1980er Jahre wurde sie von den Musikern der Grunge- und Alternative-Szene wiederentdeckt: Auf der Suche nach guten, günstigen Instrumenten durchstreiften die Musiker die Gebrauchtläden und fanden in der fast vergessenen Jazzmaster eine preiswerte Möglichkeit, eine echte Fender zu spielen. Weiter dürfte das exotische Design zu der Beliebtheit in der alternativen Rockszene beigetragen haben, da man sich so auch optisch von den vorherrschenden Rock- und Popmusikern absetzen konnte.
Mit dieser neuen Popularität wird die Jazzmaster nun wieder in nennenswerten Zahlen hergestellt. Die Produktpalette reicht von günstigen in China hergestellten Squier-Modellen bis hin zu aufwändigen Sonderanfertigungen in Fenders Custom-Shop. Die Produktionszahlen liegen aber nach wie vor weit unter denen der anderen Modelle.

## Konstruktion
Die Jazzmaster folgt wie bereits die Telecaster und Stratocaster dem grundlegenden Konstruktionsprinzip der Firma Fender: Auf einen massiven Korpus aus Erlen- beziehungsweise Eschenholz wird ein Hals aus Ahornholz mit einer Mensur von 648 mm geschraubt. Die Stimmmechaniken befinden sich in einer Linie auf der oberen Seite der asymmetrischen Kopfplatte. Die Elektrik ist auf ein meist aus Kunststoff bestehendes Schlagbrett montiert, welches sich unter den Saiten auf dem Korpus befindet.
Im Gegensatz zu den anderen Modellen der Firma Fender besteht die Elektrik der Jazzmaster aus zwei flachen, großen, nur bei der Jazzmaster verbauten Singlecoil-Pickups, die einen warmen, glockigen Klang erzeugen. Die Schaltung erfolgt über einen Kippschalter mit drei Stellungen, in denen entweder Steg-, Hals- oder beide Tonabnehmer aktiviert werden. Der Klang wird von einem Tone- und einem Volumeknopf geregelt. Als Besonderheit besitzt die Jazzmaster einen weiteren Schiebeschalter und zwei Rollregler, mit denen ein zweiter Sound für den Halspickup eingestellt werden kann. Dieser wird durch den Schiebeschalter unabhängig von der normalen Klangeinstellung abgerufen. Ursprünglich waren diese Alternativklänge dafür gedacht, auf Knopfdruck den dunklen, warmen Ton von Jazzgitarren erzeugen zu können. Da die einstellbaren Klangfarben tatsächlich eher dumpf und „mulmig“ sind, setzten nur wenige Musiker diese in der Praxis ein. Oft begegnet man Instrumenten, die mit Humbuckern ausgerüstet sind. Diese stellen fast ausnahmslos Modifikationen von Musikern dar, um einen noch druckvolleren Ton zu erreichen. Da die Fräsungen der Pickups sehr groß sind, ist diese Modifikation meist ohne aufwändige Holzarbeiten möglich. Vereinzelt auftauchende Jazzmaster mit drei Singlecoil-Pickups dürften ebenfalls nachträgliche Modifikationen darstellen.

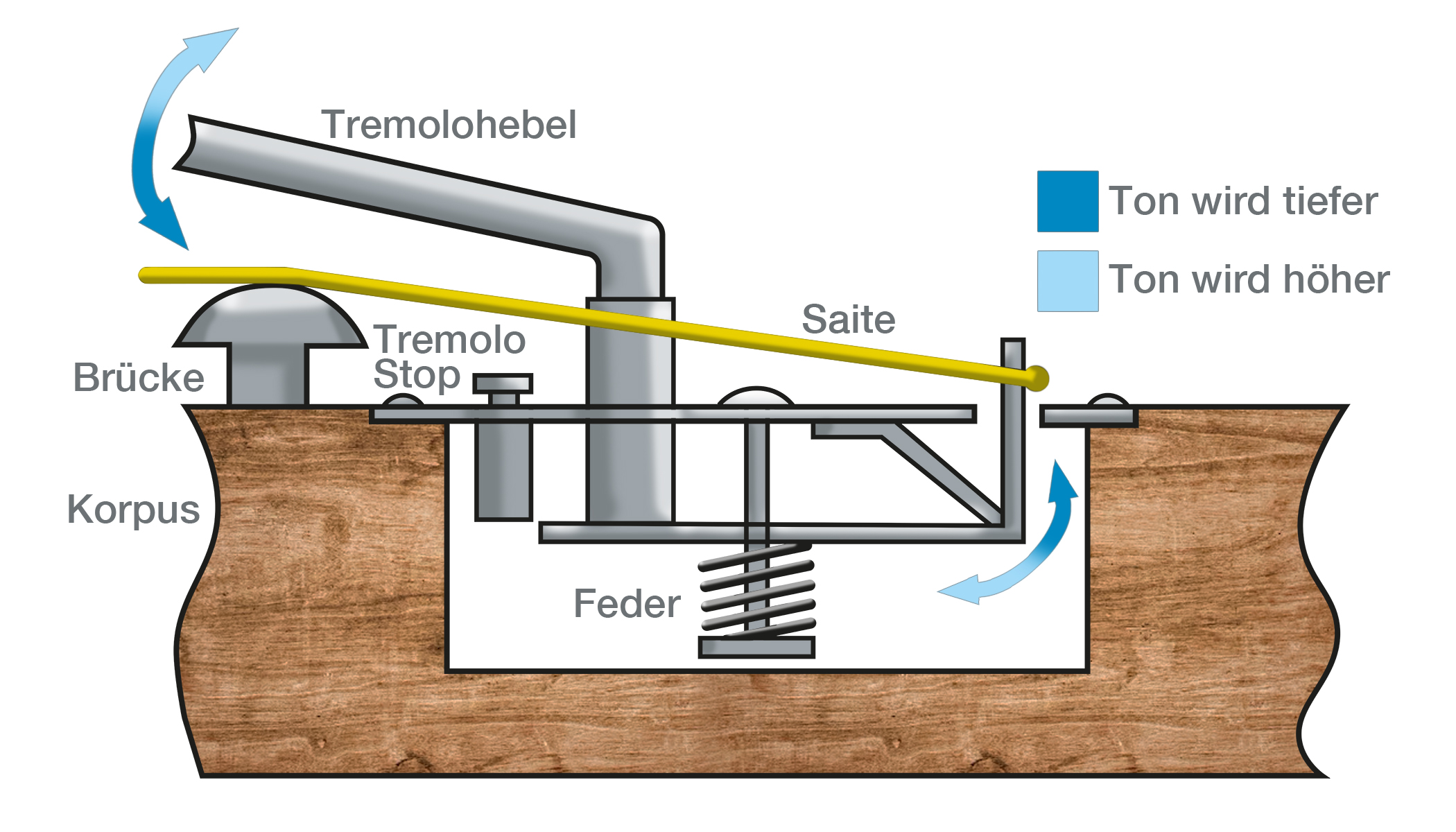
Schematische Schnittzeichnung des Jazzmaster-Tremolos

Die Tremoloeinheit besteht aus einer Brücke (Steg) und einem getrennten Saitenhalter. Der Saitenhalter besteht aus einer Grundplatte und einem L-förmigen Metallblech, welches im Knick an einer Metallkante drehbar gelagert ist. An der kürzeren Seite des L-förmigen Blechs, welches aus der Grundplatte herausragt, sind die Saiten aufgehängt. Die längere Seite befindet sich unter der Grundplatte, wo eine Feder den Zug der Saiten entgegenwirkt. In einer Hülse wird hier auch der Tremoloarm eingesteckt. Die Brücke ruht auf zwei höhenverstellbaren Schrauben und ist so angebracht, dass sie bei Gebrauch des Tremolos mitkippen kann („swiveling action“). Die Saiten selbst laufen über Gewindehülsen. Das Tremolo der Jazzmaster ist bei richtiger Einstellung relativ stimmstabil, erlaubt jedoch nur einen kleinen Bereich der Tonhöhenveränderung (ca. +/- zwei Halbtöne). Ein Nachteil der aufwändigen Konstruktion sind rasselnde Störgeräusche, hervorgerufen durch mitschwingende Metallteile des Tremolos oder der Brücke. Dies ist bedingt durch den mangelnden Andruck der Saite auf den Steg durch einen zu flachen Knickwinkel der Saite. Bei härterem Anschlag besteht zudem die Gefahr, dass die Saiten (insbesondere die Basssaiten E und A) verrutschen oder vom Steg springen. Leo Fender hatte diese aufwändige Konstruktion bereits für die Stratocaster vorgesehen, wurde von seinen Mitarbeitern jedoch überzeugt, einen einfacheren (und letztlich erfolgreicheren) Ansatz zu verfolgen. Eine gängige Modifikation (vor allem bei den sogenannten Signature-Modellen) ist daher, die Brücke der Mustang zu verwenden, da sie lediglich anstelle der ursprünglichen Brücke in die dafür vorgesehenen, baugleichen Halterungen gelegt werden muss und im Vergleich zu anderen Lösungen günstig zu haben ist.
Das Tremolo besitzt einen Schiebeknopf, mit dem man es – optimale Einstellung vorausgesetzt – in der Ausgangsstellung verstimmungsfrei blockieren kann. Dies ist besonders nützlich, wenn auf der Bühne häufig umgestimmt wird oder während des Konzertes eine Saite reißt: Durch die veränderte Saitenspannung würde unter normalen Umständen die gesamte Stimmung verloren gehen, da das System von Saitenspannung contra Rückholfeder außer Gleichgewicht gerät. Dies kann durch das Blockieren wirksam verhindert werden.

## Die Jazzmaster in der Musik

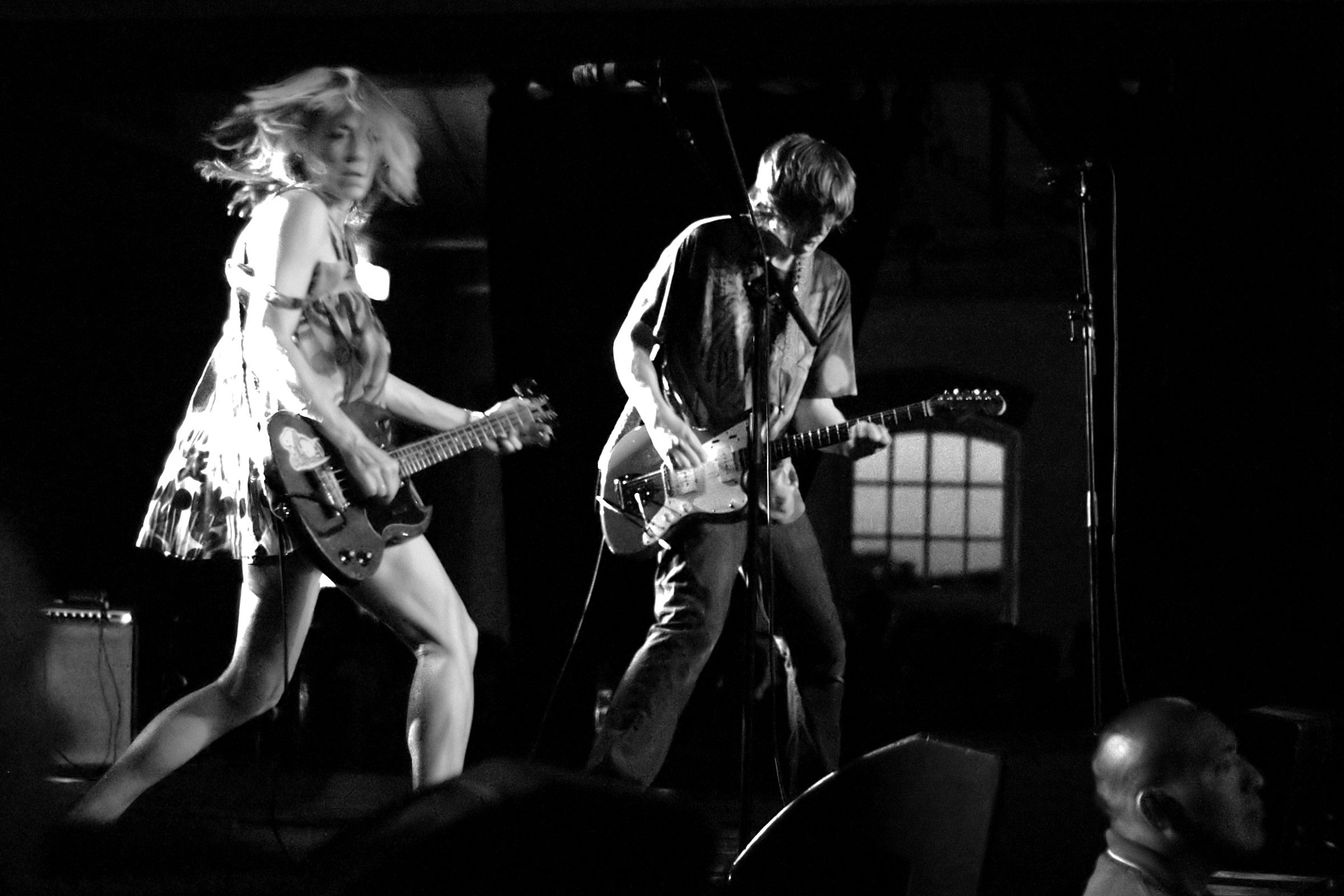
Thurston Moore (rechts) von Sonic Youth mit Jazzmaster

Die Jazzmaster wurde zu Beginn bevorzugt in der Rock ’n’ Roll beziehungsweise Surf-Szene eingesetzt. Den in diesen Musikstilen bevorzugten klaren, glockigen Cleansound (genannt „Twang“) vermag die Jazzmaster zu erzeugen. Weiter kann durch das Tremolo dem Ton ein typisches „Schimmern“ hinzugefügt werden, das sich ebenfalls für diese Stilistiken eignet. Bekannte Gitarristen, die die Jazzmaster in diesem Kontext einsetzten, waren unter anderen Bob Bogle (The Ventures) und Carl Wilson (The Beach Boys), aber auch Luther Perkins (Johnny Cash’s Tennessee Three) verwendete über längere Zeit Jazzmasters. Vor seiner Solokarriere spielte Jimi Hendrix als Studio- und Sessionmusiker u. a. bei The Isley Brothers und Little Richard eine Jazzmaster.
In späteren Jahren entdeckte die Grunge- und Alternative-Szene die Gitarre für sich. Namhafte Musiker, die die Jazzmaster benutzten und benutzen, sind unter anderem Elvis Costello, Robert Smith (The Cure), Patrick Walden (Ex-Babyshambles), Lee Ranaldo, Thurston Moore (beide Sonic Youth), J. Mascis (Dinosaur Jr.), Nels Cline (von Wilco ) sowie Kevin Shields und Bilinda Butcher (beide My Bloody Valentine). Um die zum Teil sehr experimentellen Klänge, die diese Bands benötigten/-nutzen, zu erreichen, wurden die Instrumente oft stark modifiziert. In Deutschland werden Jazzmasters unter anderem von den Bands Tocotronic und Tomte eingesetzt.

## Weitere Besonderheiten
- Obwohl Musiker an der Fender Jazzmaster und dem Nachfolgemodell Jaguar besonders die bequeme Bespielbarkeit im Stehen schätzen, hat Leo Fender den asymmetrischen Korpus mit versetzter Taille speziell für ein Spielen im Sitzen optimiert. Fender glaubte, dass „richtige“ Musiker (wobei „richtig“ insbesondere Klassische Musik und Jazz bedeutete) im Sitzen spielen. Dass Rockmusiker, die zu den Hauptkunden von Fender gehörten, auf der Bühne standen, war Leo Fender egal: Er mochte keinen Rock. Tatsächlich ist auf den Patentanmeldungen der Jazzmaster eine Skizze zu sehen, auf der ein Mann die Gitarre in der klassischen Spielhaltung (sitzend, die Gitarre auf dem erhobenen linken Knie) nutzt.[2] Mitarbeiter von Fender berichten, dass Leo Fender an dieser Sichtweise bis in die 1980er Jahre festhielt.

- Zeitgleich mit Einführung der Jazzmaster begann die Zusammenarbeit der Firma Fender mit dem Farben- und Lackhersteller DuPont. Dieser war zu der Zeit vor allem für seine bunten Autolacke bekannt. Dadurch wurde es möglich, Instrumente neben den traditionellen Holzfarben auch in allen anderen Farben zu lackieren, die man von PKWs kannte. Dies mag der Grund sein, weshalb gerade die Jazzmaster in einer Vielzahl von Farbvarianten und -kombinationen auftaucht.

- Mit Einführung der Jazzmaster wurden bei Fender erstmals Hälse angeboten, deren Griffbretter aus Palisander bestanden. Ältere Strat- und Telemodelle hatten ausnahmslos Hälse aus einem Stück Ahorn („one-piece-maple-neck“) ohne extra aufgeleimtes Griffbrett. Fender stellte die Halsproduktion zu diesem Zeitpunkt aus wirtschaftlichen Gründen komplett auf Palisander-Griffbretter um, damit nicht zwei verschiedene Hälse produziert werden mussten. Vorher experimentierte Leo Fender mit verschiedenen Materialien, die als Griffbrett verwendet werden konnten. Aus dem Jahr 1957 ist ein seltener Prototyp der Jazzmaster bekannt, der ein Griffbrett aus schwarzem Kunststoff besitzt.

- Als in den 60er Jahren durch Bands wie die Beatles, Byrds und The Ventures der Klang von zwölfsaitigen Gitarren populär wurde, fügten einige Gitarristen ihren Jazzmasters zwei bis drei zusätzliche Saiten hinzu. Diese wurden meist benutzt, um die hohen Saiten (G, H, und e) zu doppeln und so den Klang von zwölf Saiten zu imitieren. Die zusätzlichen Stimmmechaniken wurden auf der rechten Seite der Kopfplatte angebracht. Ähnliche Modifikationen sind auch von der Stratocaster bekannt, deren Kopfplatte ebenfalls Platz für weitere Stimmmechaniken bietet.